# Cascina Maggia
Cascina Maggia is een plaats (frazione) in de Italiaanse gemeente Lonate Pozzolo.